# RegioExpress

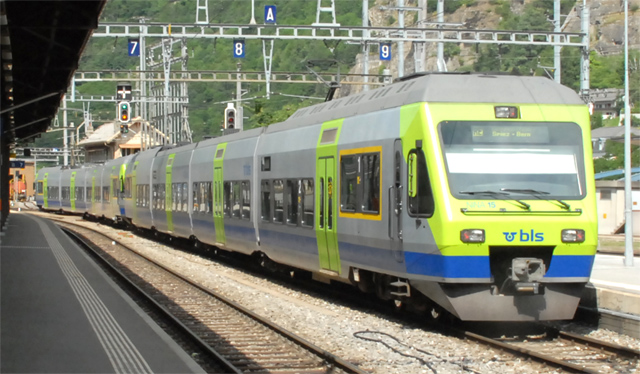
Tren RegioExpress operado por BLS en la estación de Thun.

RegioExpress es la denominación que corresponde a los trenes suizos que realizan trayectos regionales, pero a una mayor velocidad que los trenes regionales normales, al no efectuar parada en todas las estaciones de la línea o trayecto que recorren.

## Descripción
En su origen, los RegioExpress eran denominados tren directo (del alemán: Schnellzug), antes de ser llamados RegioExpress, que procede de la contracción de tren regional express. En un primer momento fueron designados por las siglas RX, pero después se cambiaría a la actual RE.
Oficialmente, los trenes RegioExpress son descritos como "rápidamente en la región", y se define como un tren regional acelerado, que circula entre dos nodos de correspondencias importantes, deteniéndose en las estaciones intermedias que tienen un tamaño medio o bajo, que no son atendidas por trenes de categorías superiores como IR, Intercity o ICN. Estos trenes admiten bicicletas y tienen horarios coordinados para poder atender a las correspondencias de trenes de larga distancia mencionados anteriormente en los nudos.
Esta categoría de trenes no circulan solo en las líneas de ancho estándar (1435 mm) operados por SBB-CFF-FFS y BLS, sino también en las de vía métrica (1000 mm), como el RhB.
En algunos casos, los trenes RegioExpress únicamente prestan servicio en horas punta de mayor demanda, como puede ser el RE Payerne - Palézieux - Lausana.